# Ecoparc (métro de Barcelone)
Ecoparc est une station de la ligne 10 du métro de Barcelone.

## Histoire
La station entre en service le 7 novembre 2021, à l'occasion d'une prolongation de la trame sud de la ligne 10, avec six mois de retard sur la date initialement annoncée.